# Guy Stewart Callendar
Guy Stewart Callendar (* Februar 1898 in Montreal, Kanada; † Oktober 1964) war ein englischer Ingenieur und Erfinder. Callendar konnte 1938 auf der Basis von Temperaturmessungen erstmals die globale Erwärmung nachweisen, die er mit dem menschengemachten Treibhauseffekt in Verbindung brachte.

## Herkunft
Callendar war der Sohn von Hugh Longbourne Callendar, einem englischen Physikprofessor, der Thermodynamik unterrichtete. G.S. Callendar arbeitete als Kraftwerksingenieur und war dabei auf Heißdampf spezialisiert. Er erarbeitete die ersten Abschätzungen zu globalen Temperaturverläufen und des heute als Klimasensitivität bekannten Verhältnisses von Anstieg der globalen Durchschnittstemperatur bezogen auf die atmosphärische Kohlendioxid-Konzentration. Seine damals wenig anerkannte Hypothese erlangte als Callendar-Effekt Bekanntheit und ist ein Meilenstein der Wissenschaftsgeschichte der globalen Erwärmung.
Callendar baute auf die Arbeit einiger Wissenschaftler des 19. Jahrhunderts auf, darunter Svante Arrhenius und Nils Gustaf Ekholm. Zum Thema globale Erwärmung, Infrarot-Strahlung und das vom Menschen eingebrachte Kohlendioxid veröffentlichte er in den Jahren zwischen 1938 und 1964 zehn größere und 25 kürzere wissenschaftliche Artikel. Andere, wie der kanadische Physiker Gilbert Plass, erweiterten in den 1950er und 1960er Jahren auf Basis von Callenders Arbeit diese Studien.

## Callendar-Effekt
In seiner am 1. April 1938 veröffentlichten Arbeit mit dem Namen The artificial production of carbon dioxide and its influence on temperature publizierte er folgende Thesen:
Basierend auf der Annahme, dass die Menschheit während der vergangenen 50 Jahre 150.000 Mio. Tonnen Kohlendioxid emittiert hat, errechnete er daraus eine jährliche globale Erwärmungsrate von 0,003 °C. Er ging von einer atmosphärischen Kohlendioxid-Konzentration von 274 ppm über dem Nordatlantik Anfang des 20. Jahrhunderts aus. Callendar war der Ansicht, dass diese Erwärmung von Vorteil sein würde und „die Rückkehr der tödlichen Gletscher“ verzögern würde. Callendar schätzte die anthropogene Produktionsrate von Kohlendioxid auf 4.500 Millionen Tonnen pro Jahr; zum Vergleich wurde im Jahr 2010 mehr als das sechsfache dieser Menge, nämlich 30.300 Millionen Tonnen des Treibhausgases vom Menschen in die Atmosphäre eingebracht.
Die von ihm berechnete Klimasensitivität von 2 °C liegt im unteren Bereich des vom IPCC abgeschätzten Intervalls der Klimasensitivität.